# Songs of Love and Hate
Songs of Love and Hate — третий студийный альбом канадского поэта и музыканта Леонарда Коэна, изданный в 1971 году.
Песня «Sing Another Song, Boys» была записана на музыкальном фестивале Isle of Wight 30 августа 1970 года, все прочие — в студии Trident Studios в Лондоне с 22 по 26 сентября. В 1995 году Songs of Love and Hate был переиздан на CD, а в 2012 занял 295 место в списке «500 величайших альбомов всех времён по версии журнала Rolling Stone».

Название Songs of Love and Hate (рус. Песни о любви и ненависти) носит описательный характер и раскрывает основную тему альбома. На задней обложке альбома написаны строчки

They locked up a man
Who wanted to rule the world
The fools
They locked up the wrong man
Они заперли человека
Который хотел править миром
Дураки
Они заперли не того человека
Оригинальная версия «Famous Blue Raincoat» заканчивается строчкой «Sincerely, L. Cohen» (рус. С уважением, Л. Коэн). Впоследствии на песню было записано множество каверов, в том числе бэк-вокалисткой Коэна Дженнифер Уорнес на трибьют-альбоме музыканту. На «Avalanche» записали кавер Nick Cave and the Bad Seeds на их дебютном альбоме 1984 года From Her to Eternity. Песня «Dress Rehearsal Rag» изначально была записана Леонардом Коэном для альбома Songs from a Room, но была изъята из финальной версии. Она вошла на Songs of Love and Hate как бонусная композиция.

## Список композиций
Первая сторона:
| №  | Название             | Продолжительность |
| -- | -------------------- | ----------------- |
| 1. | Avalanche            | 5:07              |
| 2. | Last Year’s Man      | 6:02              |
| 3. | Dress Rehearsal Rag  | 6:12              |
| 4. | Diamonds in the Mine | 3:52              |

Вторая сторона:
| №  | Название                    | Продолжительность |
| -- | --------------------------- | ----------------- |
| 1. | Love Calls You by Your Name | 5:44              |
| 2. | Famous Blue Raincoat        | 5:15              |
| 3. | Sing Another Song, Boys     | 6:17              |
| 4. | Joan of Arc                 | 6:29              |

Бонусы-треки:
| №  | Название            | Продолжительность |
| -- | ------------------- | ----------------- |
| 1. | Dress Rehearsal Rag | 5:37              |